# Félix y Régula
Félix y Régula, según una leyenda de la Alta Edad Media, murieron como mártires durante la persecución de los cristianos por Diocleciano. Exuperancio, solo se ha transmitido como una figura en la leyenda de los santos Félix y Régula desde el siglo XIII.  Los dos santos pertenecen al grupo de los cefalóforos ("portadores de cabeza").
Hasta la Reforma, Félix y Régula fueron venerados en Zúrich y el Grossmünster, Wasserkirche y Fraumünster están dedicados a ellos. Su fiesta es el 11 de septiembre.

## Leyenda

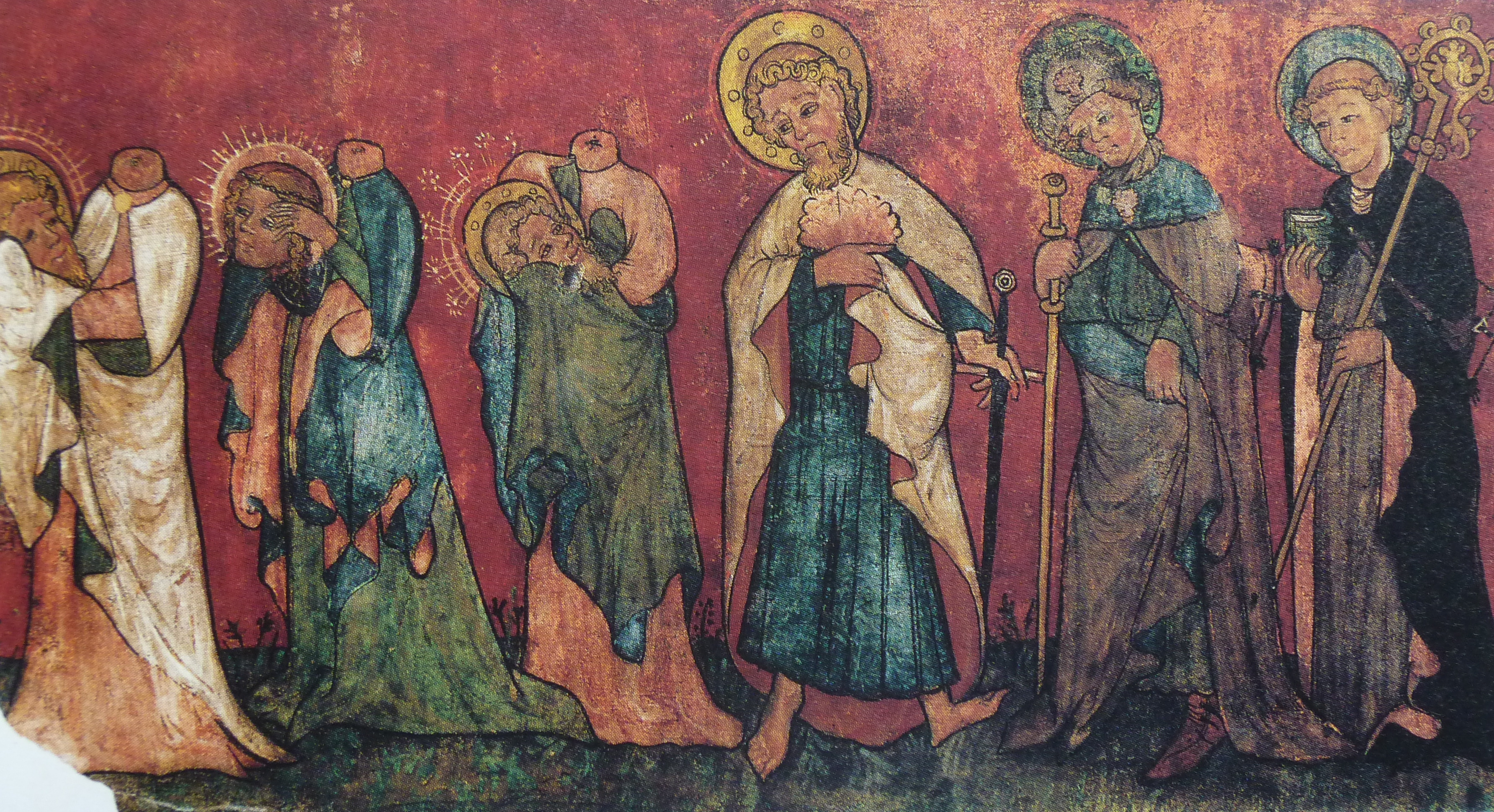
Santos de la ciudad de Zúrich en un fresco en la "Haus zum Königsstuhl" en el Stüssihofstatt en Zúrich, alrededor de 1400/1425

Cuenta la leyenda que los hermanos Félix  y Régula eran miembros de la Legión Tebana, que fueron martirizados alrededor del 302 d. C. cerca de Agaunum (Saint-Maurice) en Valais. Junto con su sirviente Exuperancio, siguiendo el consejo del oficial al mando de la Legión, Mauricio, huyeron a través de Furka, el valle de Reuss y el paso de Klausen hacia Glarnerland. Siguieron al Linth hasta el lago de Zúrich y llegaron a Turicum (Zúrich), donde montaron sus tiendas y sirvieron a Dios día y noche.

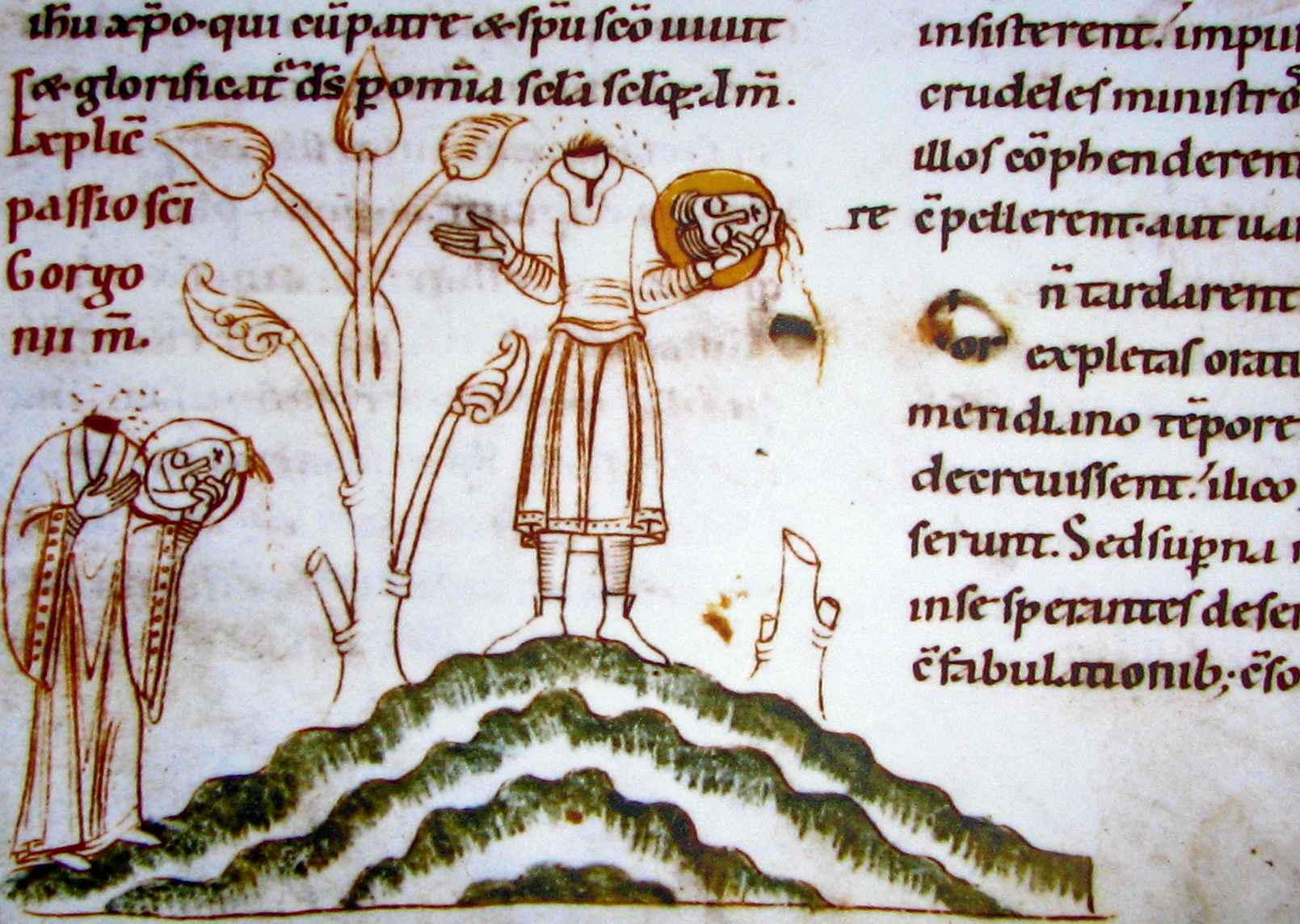
Representación más antigua conocida de los santos de la ciudad. Stuttgarter Passional del año 1130, Württembergische Landesbibliothek Stuttgart

Según la leyenda, el particularmente cruel emperador romano Maximiano envió a sus captores tras ellos.  Mientras los tres santos decían sus oraciones, fueron sorprendidos por los soldados imperiales. Sin embargo, por un milagro, no fueron reconocidos de inmediato. Solo cuando se les preguntó si eran compañeros del resto de los miembros fugitivos de la Legión Tebana, Exuperio, Candido y Víctor, revelaron fielmente su identidad. A pesar de la tortura, no se dejaron obligar a sacrificar a los dioses romanos Mercurio y Júpiter. Por orden del comandante del capitán, Decio, fueron decapitados en una pequeña isla en Limmat. Los ángeles habrían llevado los cuerpos de los decapitados, que tenían la cabeza en los brazos, exactamente 40 codos arriba de la montaña donde fueron enterrados.

### Tradición

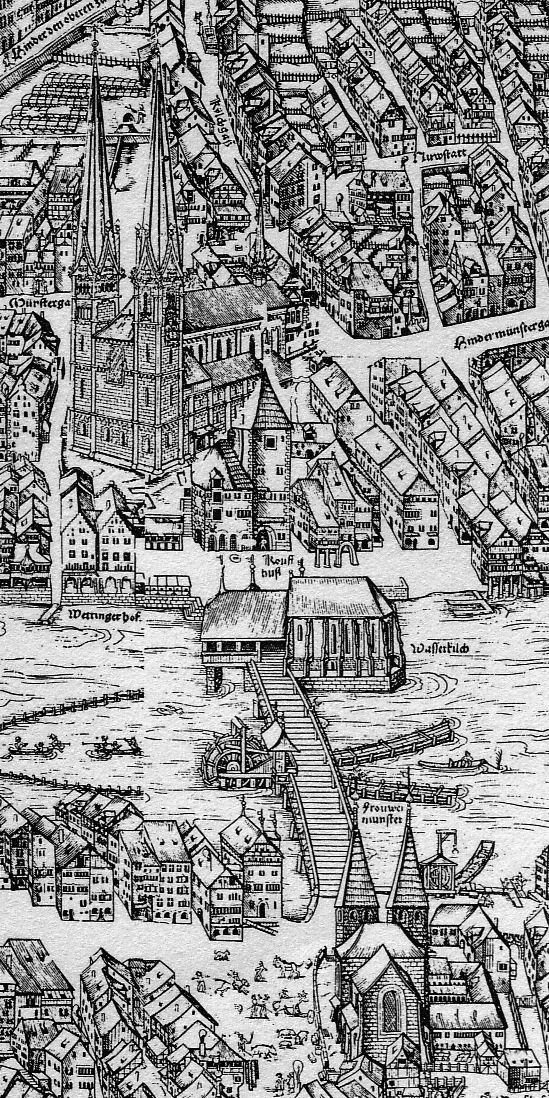
Grossmünster (lugar de enterramiento de los dos santos), Wasserkirche (lugar de ejecución) y Fraumünster (reliquias) formaron un eje procesional en la Edad Media en el corazón de la ciudad Zúrich. Detalle del Plan de Murer de Jos Murer de Zúrich de 1576.

Las versiones escritas más antiguas de la leyenda de Félix Régula se encuentran en la Biblioteca de la Abadía de San Galo. Un manuscrito procede de la segunda mitad del siglo VIII (Codex 225), otro de la segunda mitad del siglo IX (Codex 550). La introducción a la leyenda con la fórmula "Tempore illo" (en ese momento) se refiere a la época carolingia. La leyenda surgió después de la Passio acaunensis martyrum, en la que se ha transmitido la leyenda de la Legión Tebana. La figura de Exuperancio no apareció hasta el siglo XIII y originalmente no formaba parte de la leyenda.
A partir de la primera escritura en latín, la leyenda se difundió en los siglos siguientes. El último recuento medieval proviene del escritor de Zúrich Heinrich Brennwald. Su Crónica Suiza, que también incluyó una nueva versión de la leyenda, fue escrita entre 1508 y 1516, poco antes de la Reforma. Su manuscrito fue influenciado significativamente por su devoción a la Iglesia Católica y a los Santos Félix y Régula, aunque se convirtió a la nueva fe en la primavera de 1523. A diferencia de la primera versión, Brennwald publicó su historia en dialecto. La crónica de Brennwald fue el primer intento de una presentación pragmática de la historia de Suiza, por lo que a menudo recurrió a las tradiciones orales o su propia imaginación en sus esfuerzos por cerrar las brechas.  En 1576, el abad de Wettinger Christoph Silberysen volvió a publicar la crónica. También había añadido dibujos a lápiz de colores en su versión.

“Decio, el cruel tirano, les ordenó que inclinaran el cuello para que les cortaran la cabeza. Cuando los santos mártires oyeron esto, cantaron al Señor y dijeron: "Señor, enséñanos tus caminos, y enséñanos tus sendas, porque tú eres Dios nuestro Salvador". Cuando oraban con las manos al cielo, inclinaban el cuello y cuando los asesinos a sueldo les cortaban la cabeza, tenían una muerte gloriosa por el Señor. Y he aquí, se escuchó una voz de ángeles y santos cantando, que decía: "Que los ángeles te lleven al paraíso y los mártires te reciban con gloria".
Müller / Mani: La historia de la pasión de los santos Félix y Régula.

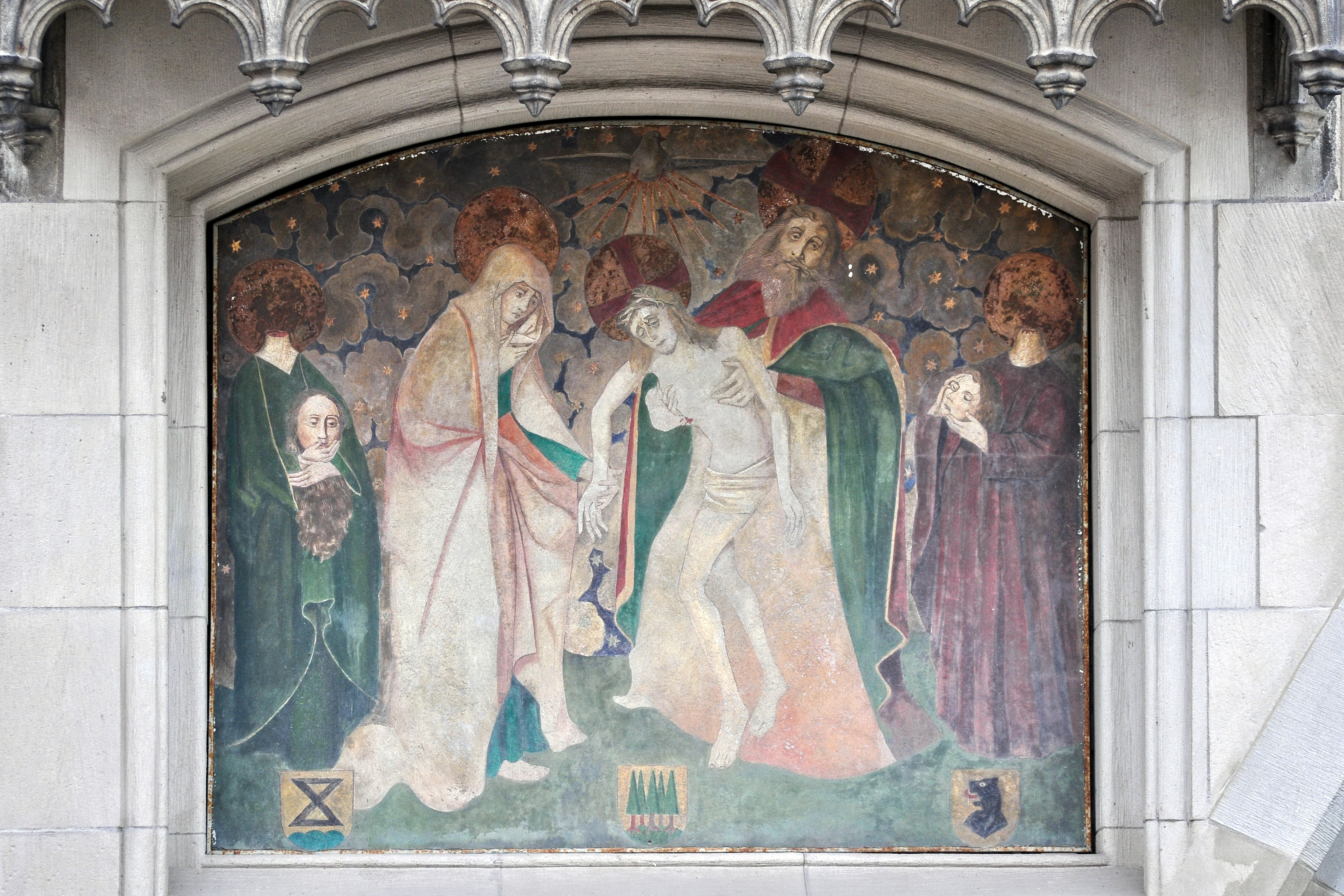
Mural en la fachada norte del Fraumünster donado por Hans Waldmann, alrededor de 1478

La leyenda hace un uso extensivo de las Escrituras en términos de estilo y elección de palabras. A veces, pasajes completos provienen literalmente del Antiguo y Nuevo Testamento. A menudo aparecen frases que formaban parte del lenguaje de las Sagradas Escrituras.  Además de varios salmos, se alinearon ciertos modismos, como aparecen a menudo en la Biblia latina. “Armar carpas” para vivir, “aférrate al Señor”, “ayuna y velar”, “permanece día y noche en la oración y en la palabra de Dios”. Juntar estos fragmentos da como resultado la frase "... donde instalaron sus chozas y se aferraron al Señor con lealtad y devoción al ayuno, la vigilancia, la oración y la palabra de Dios día y noche". En otros lugares, las oraciones bíblicas están parafraseadas, por ejemplo, la oración "Tienes nuestro cuerpo bajo tu control, pero no tienes nuestras almas bajo tu control, sino solo a Dios, quien nos formó" es una modificación de la advertencia de Jesús "Miedo no a los que matan el cuerpo, sino temed a aquel que puede destruir el alma y el cuerpo en el infierno" (Mt 10, 28).
En algunos lugares, la redacción bíblica se tergiversa. En el texto latino más antiguo que se conserva, por ejemplo, el verso "Venid, benditos de mi Padre, recibid el reino que Dios ha preparado para vosotros desde el principio" se desvía de la tradición de la Vulgata (Mt 25:34). La promesa del santo «Gloria a Dios en las alturas y paz en la tierra a las personas de buena voluntad. Señor Jesucristo, te alabamos, te alabamos en los siglos de los siglos. Amén» concuerda con la versión enseñada en los libros litúrgicos carolingios. La frase de los ángeles cantantes hacia el final de la leyenda "Que los ángeles te conduzcan al paraíso y los mártires te reciban con gloria" también proviene de la liturgia fúnebre gelasiana-galicana del siglo VIII, como se rezaba en el camino de la iglesia al cementerio. En ciertos ritos funerarios de la Iglesia católica, estas palabras todavía acompañan a los muertos a la tumba en la actualidad.  La leyenda de Félix y Régula es el manuscrito más antiguo conocido que reproduce la oración en su totalidad.

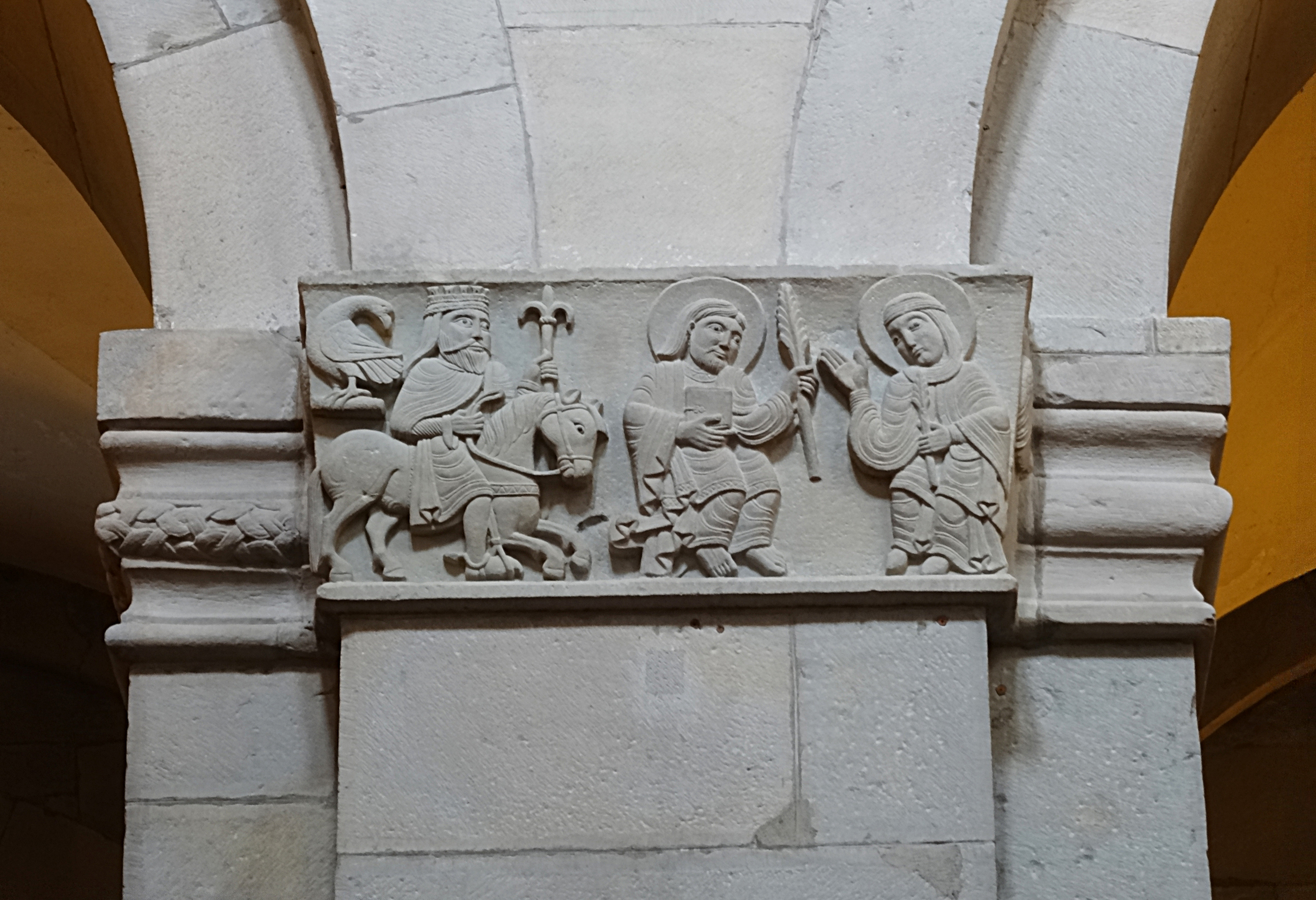
Capitel en el Grossmünster, Zúrich

La leyenda pertenece al género de las historias de martirio, que es una subespecie propia en la literatura cristiana. Muestran la firmeza y la fuerza de un santo que defiende su fe incluso en las peores circunstancias. La historia de la pasión de Jesús forma la base de esto. El comienzo “Passio sanctorum Felicis et Regula” (Pasión de los Santos Félix y Régula), habitual en las leyendas de los mártires, apunta a ello.

### Antecedentes
La leyenda cuenta que el impío emperador Maximiano envió crueles secuaces para perseguir a Félix y Régula. El perseguidor de los dos se llamaba Decius. La persecución de los cristianos por Diocleciano, que duró desde 302 hasta 305 y cobró la vida de muchos cristianos, sirve como período y trasfondo de la historia. Diocleciano nombró a Maximiano su coemperador en 286. Como segundo regente, aparece en muchos informes de mártires como el arquetipo del tiránico perseguidor de los cristianos.
A diferencia del trasfondo histórico, que solo se describe vagamente, la geografía se presenta en detalle. En la breve introducción nos enteramos de que Félix, Régula y sus compañeros se habían propuesto vagar al servicio del Señor siguiendo el consejo del líder militar Mauricio. Tu camino continúa a través de Glarus hasta el fuerte Turicum. Los paisajes se retratan de forma similar a los que se encuentran en las obras de otros autores contemporáneos. El motivo del viaje, el abandono de los bienes materiales para poner la vida al servicio de Dios, se encuentra en multitud de leyendas contemporáneas. La descripción de Glarnerland como una "zona desértica y estéril" ilustra la dura vida de un peregrino y, por lo tanto, no debe tomarse literalmente. El lugar estaba bien poblado tanto en la antigüedad tardía como en la época carolingia.
El destino de la caminata de Felix y Régula está en la salida del lago de Zúrich hacia el Limmat, no lejos de Kastella Turicum. Aquí los santos se encuentran con su perseguidor Decio y sufren el martirio. Desde el lugar de ejecución junto al río, caminan 40 dextri (escalones) por la montaña hasta su tumba, a 200 dextri del fuerte. Según la tradición, el lugar de ejecución está en la isla en la que posteriormente se construyó la iglesia del agua. Sin embargo, no existen referencias de este tipo en la variante más antigua, en la que no se menciona ni la isla ni una veneración cristiana del lugar de sangre. La situación es diferente con las tumbas; la leyenda cuenta de ciegos y cojos que fueron curados mientras visitaban el lugar.  Hay muchos indicios de que es el mismo lugar donde más tarde se construyó el Grossmünster. La especificación de distancia de 200 dextri también apoya esta teoría.
Hacia el final de la leyenda se cuenta que la historia de Félix y Régula fue revelada al santo monje Florencio por el Espíritu Santo. Este hecho contribuye poco a la investigación, ya que el nombre Florencius estaba muy extendido en el período merovingio. Los términos "santo" y "monje" tampoco ayudan. En escritos comparables, los ermitaños también llevaban el título de monje y el título de "santo" estaba disponible para todos los seguidores de la clase eclesiástica en ese momento. El "santo monje Florencio" sigue siendo un extraño, como el autor que se refiere a él.

## Veneración
La leyenda termina con la nota de que la fiesta de los santos se celebra el tercer día antes de los Idus de septiembre (III Idus Septembris). En el calendario romano, significa el 11 de septiembre, que se señala como el día del recuerdo de Félix y Régula en el calendario de la ciudad de Zúrich y en el que tradicionalmente se celebra el tiro al niño. La determinación de la fecha es muy controvertida entre los investigadores. En el Kalendarium Carthaginense, un directorio de fiestas eclesiásticas y días de recuerdo del siglo VI, los nombres están en el tercer día antes de los calendarios de septiembre (III Kalendas Septembris). Entraron Félix, Eva y Regiola. El único calendario que se conserva es una copia del erudito francés Jean Mabillon. Su original, que ya estaba muy dañado en ese momento, se perdió hace mucho tiempo.
Algunos eruditos ven la razón de las dos fechas diferentes en el hecho de que la ortografía abreviada romana de las dos - III Id. Sept. y III Kl. Sept. - se ve muy similar. Se produjeron inconsistencias. Los santos Félix y Regiola, mencionados en el calendario de Cartago, se dice que pertenecen a un grupo de mártires de Abitina en la provincia romana de África proconsularis. Debido a esto, se desarrolló la teoría de que las reliquias de los mártires africanos habían sido llevadas a Zúrich, donde con el tiempo quisieron hacerlas en casa e inventaron su propia leyenda. Según otra suposición, la historia de Abitina era solo una plantilla para los santos suizos y, de lo contrario, no tendría conexión con la misma. Los Mártires de Abitina son el grupo más conocido de Mártires de los Libros Sagrados.

## Representación

### En sellos

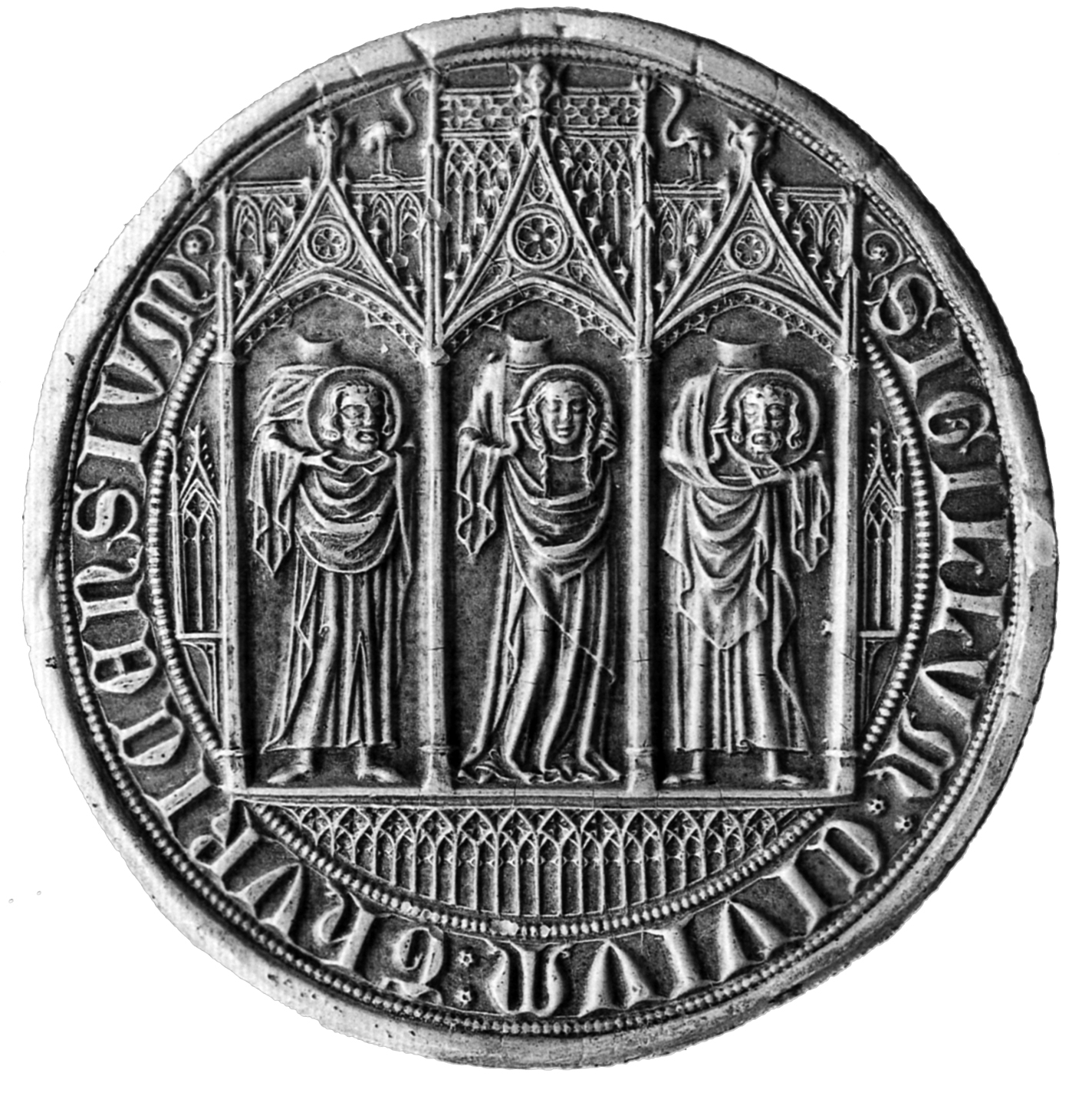
Félix y Régula en un sello de Zúrich de 1347

A lo largo de la Edad Media, se proporcionaron varios sellos con motivos de los santos. Uno de los primeros fue realizado en Fraumünster en 1224 y se atribuye a la abadesa Adelheid von Murghart, aunque su nombre no figura en el sello. Típico de los sellos de Fraumünster de esta época es la forma ovalada puntiaguda y una imagen con las cabezas de Félix y Régula, así como una abadesa arrodillada debajo y la mano de Dios en la parte superior. En 1258 se utilizó por primera vez un motivo diferente: los santos se dibujan de lado y sostienen la cabeza entre las manos. De nuevo hay una abadesa arrodillada debajo de la escena. Posteriormente, esta representación se convirtió en decisiva para todos los demás sellos de Fraumünster. También se puede encontrar en el de Elizabeth von Spiegelberg (1298) y el de Elizabeth von Matzingen (1308). En las décadas siguientes, las representaciones fueron diseñadas con cada vez mayor detalle y complejidad.

### En monedas

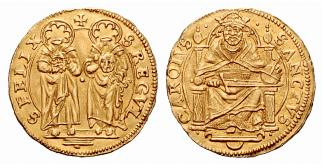
Ducado de Zúrich del. El motivo en el frente muestra a los Santos Félix y Régula, y Carlomagno en la parte posterior

La representación más antigua de los santos en monedas se encuentra en un denario durante el reinado del emperador Enrique II, solo una pieza de la cual se encontró en Estocolmo. Las letras FELIX (REG) VL (A) están grabadas en la parte posterior. No se puede ver el anverso con la ilustración.
A partir del siglo XIII, la cabeza de Félix se utilizó en el Pfennig de Zúrich durante los siguientes cien años. La cabeza se erige sola, sin nombre ni halo. Que debe tratarse de San Félix se puede ver en las imágenes del sello del santo, que se hicieron al mismo tiempo. Las renovaciones periódicas de monedas también requirieron un cambio en la imagen de la moneda.  Hay nueve tipos diferentes de centavos entre el segundo cuarto del siglo XIII y principios del siglo XIV. Félix miró a la derecha para algunos, a la izquierda para otros. El nombre de la ciudad, que está disponible tanto en latín (TURICUM) como en alemán (ZVRICH), también es inconsistente. También estaba escrito al revés en un centavo. En los años siguientes, Félix fue reemplazado por imágenes de la abadesa de Fraumünster.
Con la llegada de las grandes monedas de plata de los tiempos modernos, se volvieron a utilizar motivos de santos. Las monedas de 1504 y 1505 muestran a Félix y Régula con cabezas cortadas y halos. A sus pies está el escudo de armas de la ciudad y los nombres están grabados en los lados derecho e izquierdo. Se creó un taler de 1512 a partir de un sello del siglo XIV. Por primera vez mostró a los tres santos de la ciudad unidos en una moneda.  Carlomagno, el fundador del Gran Ministro, fue representado en las monedas de oro de la misma época.
Después de la Reforma, los santos de la ciudad ya no se utilizaron como motivos de monedas durante mucho tiempo. Unos cien años después, Félix y Régula encontraron uso en un ducado de Zúrich sin fecha. En la parte de atrás había una imagen de Carlomagno. En términos de tiempo, es probable que su acuñación se produzca en el mismo marco en el que el teólogo de Zúrich Johann Jakob Ulrich publicó sus escritos. En ellos hizo una fuerte campaña por la reintroducción de los santos en las monedas. En su opinión, fueron los primeros representantes de la fe cristiana en Zúrich y, como tales, merecían un honor especial. A pesar de su influencia como administrador del Grossmünsterstift, el ducado utilizó el motivo santo de Félix y Régula como última moneda.

## Reforma y contrarreforma

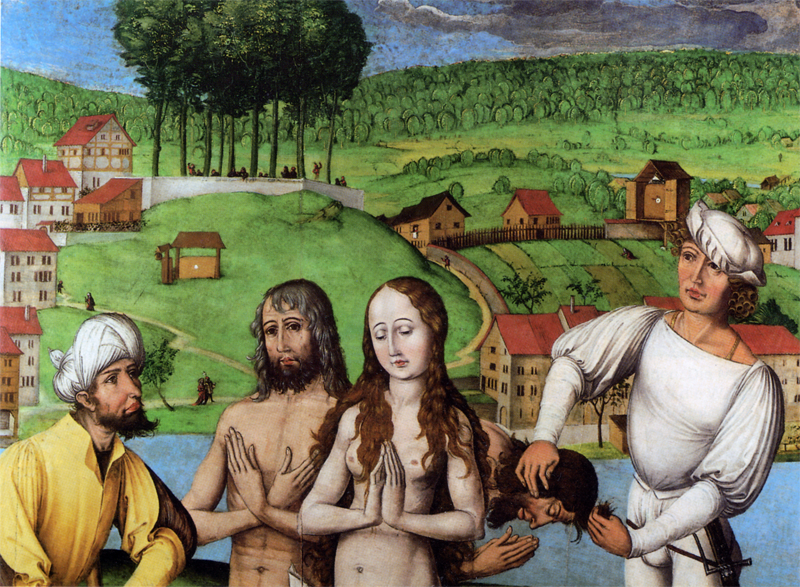
Detalle de la parte guardada del retablo de Hans Leu el Viejo. Félix, Régula y Exuperancio, hacia 1500

A diferencia de muchas otras regiones donde se llevó a cabo la Reforma, la iconoclasia tuvo lugar, es decir, la remoción de los altares, esculturas y tesoros de la iglesia en Zúrich fue relativamente ordenada. Las autoridades lograron apaciguar a los opositores a la imagen y evitar una tormenta en las iglesias. La revuelta de Pentecostés en 1524 en Zollikon fue una excepción y el incidente llevó al consejo a actuar rápidamente. De acuerdo con una primera resolución, las imágenes deben ser retiradas de las iglesias, pero no destruidas. El tema de la agenda se publicó el 15 de julio. Del 20 de junio al 2 de julio, la evacuación de las iglesias se llevó a cabo a puerta cerrada. Los tres predicadores Zwinglio, Engelhart y Leo, así como un hombre de cada gremio, todo el consejo y los artesanos de la ciudad, incluidos carpinteros, cerrajeros, herreros, picapedreros y trabajadores no calificados, habían sido asignados a la tarea.
Las tumbas de los santos aún no se vieron afectadas por esta primera excavación. El lugar de culto de Zúrich no fue abolido hasta el 12 de diciembre de 1524 a instancias de los ayuntamientos. No hay archivos oficiales del consejo sobre este incidente, pero numerosos autores contemporáneos, incluidos Gerold Edlibach y el cronista Bernhard Wyss, informan sobre la apertura de los dos ataúdes. Unos días después, el 17 de diciembre, se demolió el Altar de Félix y Regula. En septiembre de 1525, el concilio decidió confiscar los tesoros restantes de la iglesia. La razón aducida fue que este dinero se utilizaría para los gastos de la Reforma. El monasterio de Grossmünster pudo obtener un aplazamiento a corto plazo, pero su intervención en el ayuntamiento el 30 de septiembre no supuso el cambio deseado. Los casi 30 concejales presentes (de 200) insistieron en sus demandas. El 2 de octubre a las 7 de la mañana, una delegación del consejo se presentó en la sacristía de la antigua tumba de Félix y Regula. Con la confiscación de los bienes de la iglesia, inicialmente se perdió el rastro de los santos de la ciudad en el Grossmünster.
La imagen de los santos, los cinco retablos, que se crearon originalmente para la Capilla de los Doce Mensajeros en nombre del Grossmünster, y la leyenda de Félix y Regula y su martirio, no sobrevivieron ilesos a la iconoclasia. Hoy en día, conocida como "La ciudad de Zurich Conterfey", las cinco se pueden ver en el Museo Nacional de Zúrich. Por su fondo dorado, se supone que se trata de retablos. Por tanto, no se excluye la posibilidad de que se pierda un sexto panel.

## Reliquias

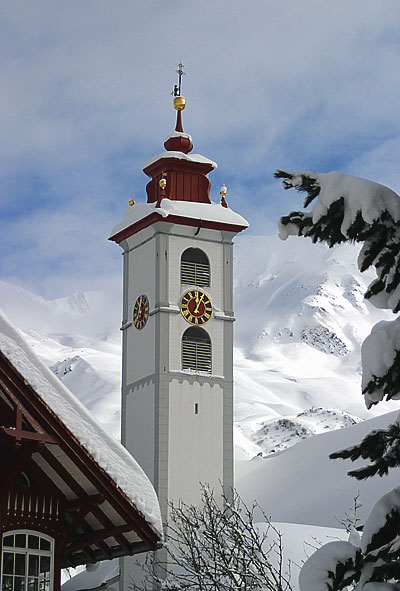
Iglesia parroquial de San Pedro y Pablo en Andermatt, donde se guardan los supuestos restos de Felix y Regula

Se dice que las cabezas de Felix y Regula, una vez expuestas en el Grossmünster, se guardan en la sacristía de la iglesia parroquial de Andermatt. Las fuentes que aún se conservan, que dan testimonio de la autenticidad de estas reliquias y describen su viaje desde Zúrich a Ursern, son relativamente jóvenes y poco precisas. El mensaje más antiguo conocido data de 1648. Según ella, la Capilla Jagdmatt en Erstfeld recibió una reliquia de cabello de Regula como regalo de Andermatt. Las credenciales, que el pastor Nicolaus Thong agregó a una copia en la capilla, afirma que la reliquia fue encontrada en un ataúd que los residentes de Ursern recibieron en secreto de Zúrich en 1525. Al parecer, esto estaba previamente oculto en la ciudad hasta que Zwingli se enteró de él. El ataúd fue luego confiado al Urserer Hansli Benet, que se encontraba en Zúrich en ese momento, y que se lo llevó a Andermatt. En los años siguientes estuvo al cuidado de varios príncipes que lo guardaron en sus castillos.
La historia del ataúd se retoma en un protocolo de 1688, según el cual fue abierto en ese momento en Andermatt en presencia de confidentes eclesiásticos y laicos. El escriba Cristoph Christen informa que, además de las reliquias de otros santos, también contenía las cabezas de Felix y Regula. El ataúd se volvió a cerrar y permaneció oculto al público durante otros 80 años. No fue hasta 1730 que el consejo de Ursern ordenó que se hicieran dos vitrinas para las cabezas de los santos y que se exhibieran para que la gente las viese en el altar mayor hecho por Jodocus Ritz en 1716.
Es muy dudoso que las reliquias expuestas en Andermatt correspondan realmente a las de Zúrich. Por un lado, no hay evidencia de que faltara algo cuando se despejó el Grossmünster el 2 de octubre de 1525. Si las cabezas de Félix y Regula hubieran desaparecido, habría causado revuelo.  Las primeras noticias sobre los cráneos no se encontraron hasta 1648, unos buenos 120 años después de la iconoclasia. En la copia de Thong, los nombres Felix y Regula no se mencionan en absoluto. El protocolo de 1688, a su vez, enumera una gran cantidad de reliquias que estaban en el ataúd. Muchos de los santos mencionados fueron muy poco o nada venerados en Zúrich. Todo esto indica que los líderes de Andermatt no son idénticos a los anteriores de Zúrich. Al parecer, en el siglo XVII se hicieron esfuerzos para revivir la veneración de Félix y Regula en Andermatt, después de que esto casi hubiera sido olvidado en Zúrich después de la Reforma.